# جون لي بيتي
جون لي بيتي (بالإنجليزية: John Lee Beatty)‏ هو مصمم إنتاجي أمريكي، ولد في 4 أبريل 1948 في بالو ألتو في الولايات المتحدة.

## وصلات خارجية
- جون لي بيتي على موقع قاعدة بيانات برودواي على الإنترنت (الإنجليزية)
- جون لي بيتي على موقع قاعدة بيانات برودواي على الإنترنت (الإنجليزية)